# Драгомірешть
Драгомірешть, Драгомірешті (рум. Dragomirești) — місто у повіті Марамуреш у Румунії.
Місто розташоване на відстані 385 км на північ від Бухареста, 53 км на схід від Бая-Маре, 111 км на північний схід від Клуж-Напоки.

## Історія
Найдавніші археологічні знахідки в районі сьогоднішнього міста сягають епохи бронзи.
Драгомирешти вперше згадуються в документах у 1373 році (посесія Ниреш) і 1385 (посесія Данфалва). Територія тривалий час належала Королівству Угорщини та османському васальному володінню Трансильванське князівство (1570—1711). За Карловицьким миром (1699 р.) територія ввійшла до Австро-Угорщини. На початку 18 століття відбулися заворушення кріпаків; також Драгомирешти постраждали від повстань куруців. Внаслідок навали татарів у 1717 р. Драгомирешти були частково знищені. 1870 р. Драгомирешти знову увійшли до складу Угорщини за наслідками Австро-Угорського компромісу 1867 р. — у складі повітового округу Ізаволги («Ізатал») у комітаті Мараморош. В кінці ХІХ-початку ХХ століття почався розвиток промисловості, особливо у галузі переробки деревини.
Після Першої світової війни південна частина Мараморошу (а отже, і Драгомирешти) відійшла до Румунії. Після Другої світової війни існувала антикомуністична група опору під керівництвом землероба Іона Ільбана, поки вона не була розкрита в 1949 році «Секурітатею».

## Сучасність
У 2004 році Драгомирешти були оголошені містом. Основними галузями є сільське господарство (включаючи овочівництво), деревообробка та харчова промисловість, торгівля та виробництво меблів.

## Населення
За даними перепису населення 2002 року у місті проживали 3132 особи.
Національний склад населення міста:
| Національність            | Кількість осіб | Відсоток |
| ------------------------- | -------------- | -------- |
| румуни                    | 3117           | 99,5 %   |
| угорці                    | 7              | 0,2 %    |
| німці                     | 4              | 0,1 %    |
| не вказали національність | 2              | 0,1 %    |

Рідною мовою назвали:
| Мова      | Кількість осіб | Відсоток |
| --------- | -------------- | -------- |
| румунська | 3130           | 99,9 %   |
| угорська  | 1              | < 0,1 %  |

Склад населення міста за віросповіданням:
| Релігія            | Кількість осіб | Відсоток |
| ------------------ | -------------- | -------- |
| православні        | 2844           | 90,8 %   |
| греко-католики     | 280            | 8,9 %    |
| римо-католики      | 5              | 0,2 %    |
| не вказали релігію | 2              | 0,1 %    |